# 藤岡改造
藤岡改造（ふじおか　かいぞう、1923年10月11日 - ）は、日本の作家、俳人。「りんどう」主宰、「若葉」同人。号は筑邨（ちくそん）。

## 人物
長野県松本市生まれ。父は弁護士の森山儀文治（婚外子のため藤岡は本姓）。旧制松本中学（長野県松本深志高等学校）時代から俳句を作り始め、高浜虚子、富安風生に師事。旧制二松學舍専門学校卒業後、新制高等学校移行後の母校の国語教師となった。学校で飼っていた犬クロの世話役をしていた体験から、1998年に『職員会議に出た犬・クロ』を本名名義で執筆。ベストセラーとなり、2003年「さよなら、クロ」として松岡錠司監督、妻夫木聡主演で映画化された。映画評論や、「奇妙な味」の短編小説集も発表している。「信毎俳壇」「俳句四季」の選者。俳人協会評議員。
昭和49年から信濃毎日新聞の信毎俳壇の俳句選者を46年にわたり続けたが、2020年8月20日、96歳にして「いつかは節目が来るもの」と、自ら希望して退任した。信濃毎日新聞2020年8月20日付の歌壇俳壇コーナーにラストメッセージが掲載された。

## 著書
- 『信濃歳時記 俳句に詠まれた信濃路』藤岡筑邨　新信州社 1965
- 『信濃路の俳人たち』藤岡筑邨 信濃毎日新聞社 1975
- 『城ある町 句集』藤岡筑邨 東京美術 若葉叢書 1979
- 『幽霊の出ない話』審美社 1979
- 『富安風生ノート』藤岡筑邨 若葉社 1980
- 『蟻ケ崎 句集』藤岡筑邨 りんどう俳句会 1982
- 『アダ名について』有朋舎 信州文芸叢書 1983
- 『続・あまのじゃ記』銀河書房 1984
- 『俳句はだれにもできる』藤岡筑邨 信濃毎日新聞社 1984
- 『悪魔はもう歌わない』審美社 1987
- 『続々・あまのじゃ記』銀河書房 1987
- 『女鳥羽川 句集』藤岡筑邨 東京美術 1987
- 『あまのじゃ記 4』銀河書房 1988
- 『受験・就職これなら書ける小論文・作文マスター』三省堂 1989
- 『姨捨 句集』藤岡筑邨 りんどう俳句会 若葉叢書 1989
- 『葛西橋 句集』藤岡筑邨 東京美術 1989
- 『あまのじゃ記 5』審美社 1990
- 『新明解現代文の基礎』三省堂 1991
- 『信濃秀句100選 ふるさと信濃を詠んだ名句集』藤岡筑邨 郷土出版社 1991
- 『自註現代俳句シリーズ 藤岡筑邨集』俳人協会 1992
- 『胡蝶になった』審美社 1996
- 『海鼠の夢 藤岡筑邨句集』ふらんす堂 1996
- 『藤岡筑邨句集』ふらんす堂 現代俳句文庫 1996
- 『職員会議に出た犬・クロ』郷土出版社 1998　「職員会議に出たクロ」ワック文庫
- 『海近く 句集』藤岡筑邨 東京四季出版 銀河12人集 2002
- 『学校犬クロ』瀧川照子絵 角川書店 2004
- 『シャーベットが融けちゃうよ』沖積舎 2006
- 『新釈信濃の民話 民話を読みかえす』ほおずき書籍 2007
- 『美しき老後を迎えるために』ほおずき書籍 2008
- 『新宿のファウスト』角川学芸出版 2008
- 『ティラノサウルスと蟻のお話 童話のつまった五つの小箱より』瀧川照子さし絵 ほおずき書籍 2008
- 『大和は国のまほろば』角川学芸出版 2010

### 共編著
- 『現代文研究』石井庄司共著 三省堂 1962
- 『現代文の新研究』石井庄司共著 三省堂 1966
- 『現代国語の重点研究』石井庄司共著 三省堂 1972
- 『ビーコン基礎　わかる現代国語』石井庄司共著 三省堂 1978
- 『ビーコン基礎　わかる国語1・2現代文』石井庄司共著 三省堂 1982
- 『信濃短冊集』岩崎睦夫,藤岡筑邨編 信濃毎日新聞社 1982
- 『現代文の重点研究』石井庄司共著 三省堂 1983
- 『遥かなる山国の夢-信濃路文学の旅』全4巻　斎藤金司、細川修共編著 銀河書房 1984-86
- 『新現代文の重点研究』石井庄司共著 三省堂 1989
- 『信濃路俳句の旅』藤岡筑邨編著 ほおずき書籍 2007